# 2002 في فنلندا
فيما يلي قوائم الأحداث التي وقعت خلال عام 2002 في فنلندا.

## أفلام
من الأفلام التي صدرت هذه السنة في فنلندا:
- 1 مارس – رجل دون ماضي من إخراج أكي كاوريسمكي.

## كتب
من الكتب التي صدرت هذه السنة في فنلندا:
- 28 فبراير – نسبة الذكاء وثروات الشعوب من تأليف تاتو فانهانن.

## وفيات

### أبريل
- 1 أبريل – سيمو هاوها (مواليد 1905)